# Doru Stănculescu
Doru-Emil Stănculescu (n. 25 iunie 1950, București – 23 august 2021, București) a fost un arhitect român, cântăreț și instrumentist de muzică folk. 
A debutat în anul 1968 cu melodia „Ion Crâșmaru”, pe versuri de Octavian Goga. A realizat muzica pentru filmul Porțile albastre ale orașului (1974, regia Mircea Mureșan). Primul material discografic al artistului este un disc single editat în anul 1979 de casa de discuri Electrecord. A apărut la Televiziunea Română cu melodii ca „Șambala”, „Ion Vodă Cumplitul”, „Ai, hai...”, „Ecou de romanță”, „Fără petale”.
Doru Stănculescu a fost membru fondator al Cenaclului Flacăra, unde a participat până la desființarea acestuia.
Doru Stănculescu a fost fratele cântăreței Mihaela Mihai.

## Discografie
- Muzică folk (LP colectiv, Electrecord, 1978) – conține piesele „Fără petale” și „Ioan Vodă Cumplitul”.[5]
- Ai, hai / Cântec între apele țării (disc single, Electrecord, 1979) [6]
- De-alaltăieri și până ieri - Vol. I (CD/MC, Intercont Music, 1998) – album retrospectiv produs și înregistrat de Valeriu Sterian în studioul B'Inișor din București.[7]
- De-alaltăieri și până ieri - Vol. II (CD, Intercont Music, 2005) – album retrospectiv produs și înregistrat de Dan Andrei Aldea în studioul personal din München și la Cosmic City Studio.[8]
- De alaltăieri și până ieri (2xCD, MHO Marketing Highest Option, 2014 / Fundația Culturală ArhiDOR, 2019) – album retrospectiv produs și înregistrat de Dan Andrei Aldea, ce cuprinde ambele volume apărute anterior. Primul volum este reorchestrat și reînregistrat, al doilea volum este reeditat. În 2019, materialul discografic a apărut într-un tiraj de 1000 de exemplare, împreună cu o carte.[9][10]

## Piese din repertoriu
- „Ai, hai...” (versuri populare)
- „Avram Iancu” (versuri de Constantin Săbăreanu)
- „Baladă de copilărie” (versuri de Adrian Păunescu)
- „Cafeaua de dimineață” (versuri de Doru Stănculescu)
- „Cântec de leagăn” (piesă preluată din repertoriul lui Valeriu Sterian)
- „Cântec între apele țării” (versuri de Constantin Săbăreanu)
- „Circul” (versuri de Doru Stănculescu)
- „Copiii pedepsiți” (versuri de Florian Pittiș)
- „Cum se naște-un mit” (versuri de Doru Stănculescu)
- „Ecou de romanță” (versuri de George Bacovia)
- „Ei bine, da!” (versuri de Doru Stănculescu)
- „Epifanie” (versuri de Doru Stănculescu)
- „Eu, tu, el” (versuri de Doru Stănculescu)
- „Fără petale” (versuri de Doru Stănculescu)
- „Imn” (versuri de Doru Stănculescu)
- „Ioan Vodă Cumplitul” (versuri de Constantin Săbăreanu)
- „Ion Crâșmaru” (versuri de Octavian Goga)
- „La groapa lui Laie” (versuri de Octavian Goga)
- „Mandolinate” (versuri de Ștefan Octavian Iosif)
- „Maria și marea” (versuri de Doru Stănculescu)
- „Pește și undiță” (versuri de Adrian Păunescu)
- „Romanță nordică” (versuri de Ion Minulescu)
- „Scrisoarea soldatului de orișiunde” (versuri de Doru Stănculescu)
- „Șambala” (versuri de Doru Stănculescu, dedicată lui Mircea Eliade) [11]

## Filmografie

### Muzică de film
- Porțile albastre ale orașului (1974)
- Ultima noapte a singurătății (1976)

## Premii
- Locul întâi la Festivalul de muzică folk „Primăvara baladelor”
- Premiul pentru întreaga activitate artistică la Festivalul național de muzică folk „Om bun” (1996)
- Diploma de Onoare al Ministerului Culturii și Cultelor la gala muzicală „O zi printre stele” (6 mai 2002)[3]

## Cărți
- Prezidente – Doru Stănculescu în dialog cu Florin-Silviu Ursulescu, Editura Casa de pariuri literare, București, 2018. ISBN 978-606-990-019-2